# Mine de Hope Downs
 (mars 2025).
Si vous disposez d'ouvrages ou d'articles de référence ou si vous connaissez des sites web de qualité traitant du thème abordé ici, merci de compléter l'article en donnant les références utiles à sa vérifiabilité et en les liant à la section « Notes et références ».
La mine de Hope Downs est une mine à ciel ouvert de fer située dans les monts Hamersley dans la région de Pilbara en Australie-Occidentale. La mine a produit 31,4 millions de tonnes de minerai de fer.